# Chaetocolea palmata
Chaetocolea palmata là một loài rêu trong họ Pseudolepicoleaceae. Loài này được Spruce mô tả khoa học đầu tiên năm 1885.